# Сехнерка
Сехнерка — река в России, протекает в Ибресинском районе Чувашской Республики. Устье реки находится в 84 км по правому берегу реки Киря. Длина реки составляет 11 км.
Исток реки в лесах южнее посёлка Буинск. Течёт на север, затем поворачивает на запад, обтекая Буинск. В 5 км западнее посёлка впадает в Кирю.

## Данные водного реестра
По данным государственного водного реестра России относится к Верхневолжскому бассейновому округу, водохозяйственный участок реки — Сура от устья реки Алатырь и до устья, речной подбассейн реки — Сура. Речной бассейн реки — (Верхняя) Волга до Куйбышевского водохранилища (без бассейна Оки).
Код объекта в государственном водном реестре — 08010500412110000038961.